# 尾道幼稚園
尾道幼稚園（おのみちようちえん）は、広島県尾道市東土堂町にある私立幼稚園。尾道で最も歴史のある幼稚園である。

## 沿革
- 1894年（明治27年） - 土居イトが「土居遊戯園」を設立。
- 1903年（明治36年）3月16日 - 坂井善兵衛、野田茂吉などが発起人となり、土居イトを園長として「尾道遊戯園」を設立。
- 1906年（明治39年）5月18日 - 幼稚園設置の認可を受ける。
- 1919年（大正8年）1月 - 私立尾道幼稚園と改称する。
- 1982年（昭和57年）4月1日 - 学校法人「光鶴学園」となる。

## 教育方針
「幼児期の心身発達に有効な活動と経験をもたせ、幼児期に合った知育、情操、体力を合わせ持った子供を育てる。」ことを方針とし、世界の平和と人類の福祉に貢献できるような人格と精神を自ら形成することを目的とする。
1. 生命安全を大切にする。
2. 人の役に立つ人間になる。
3. 広く世界の人となかよく助けあう精神を養う

を実践目標として、広島県下の小、中、高等学校の加盟校と連携し、教育要領にある「生きる力を身につける」よう保育活動を続けている。

## 著名な出身者
- 大林宣彦（映画監督）
- 山本モナ（元フリーアナウンサー、タレント）